# حزب کمونیست فدراسیون روسیه
حزب کمونیست فدراسیون روسیه (CPRF; روسی: Коммунистическая Партия Российской Федерации; КПРФ؛ Kommunisticheskaya Partiya Rossiyskoy Federatsii, KPRF) یک حزب سیاسی کمونیست در روسیه است که پایبند به فلسفه مارکسیسم-لنینیسم است. این حزب غالباً به عنوان جانشین حزب کمونیست اتحاد جماهیر شوروی (CPSU) محسوب می‌شود، که در سال ۱۹۹۱ توسط بوریس یلتسین رئیس‌جمهور روسیه پس از یک تلاش برای کودتای ناکام، ممنوع اعلام شد. این دومین حزب بزرگ سیاسی در فدراسیون روسیه بعد از روسیه متحد است. سازمان جوانان حزب، حزب کمونیست جوان لنینیست است. حزب توسط کمیته مرکزی اداره می‌شود. حزب کمونیست فدراسیون روسیه در دومین کنگره فوق‌العاده کمونیست‌های روسی در ۱۴ فوریه ۱۹۹۳ به عنوان جانشین حزب کمونیست جمهوری سوسیالیست فدرال اتحاد جماهیر شوروی روسیه (CPRSFSR) تأسیس شد. تا تاریخ ۲۰۱۵، این حزب ۱۶۰۰۰۰ عضو داشت. هدف اعلام شده این حزب ایجاد شکل جدید و مدرن سوسیالیسم در روسیه است. اهداف فوری حزب شامل ملی شدن منابع طبیعی، کشاورزی و صنایع بزرگ در چارچوب یک اقتصاد مختلط است که امکان رشد بنگاه‌های کوچک و متوسط در بخش خصوصی را فراهم می‌کند.

## تاریخچه
حزب کمونیست فدراسیون روسیه در ۱۴ فوریه ۱۹۹۳ در دومین کنگره فوق‌العاده کمونیست‌های روسی تأسیس شد و خود را جانشین حزب کمونیست جمهوری سوسیالیستی فدرال اتحاد جماهیر شوروی روسیه (CPRSFSR) اعلام کرد. این حزب با ادغام گروه‌های مختلف جانشین حزب کمونیست اتحاد جماهیر شوروی (CPSU) تشکیل شد، از جمله حزب سوسیالیست روی کار مدویدف (از جناح چپ سوسیالیستی)، اتحادیه کمونیست‌های الکسی پریگارین و بخش اعظم اعضای حزب کارگران کمونیست استالینیست روسیه (اگرچه رهبر حزب ویکتور آنپیلوف حزب جدید را رد کرد). حزب کمونیست فدراسیون روسیه به سرعت با ۵۰۰۰۰۰ عضو، بزرگ‌ترین حزب روسیه شد که بیش از دو برابر تمام اعضای احزاب دیگر بود. گنادی زیوگانوف، بنیانگذار حزب با همراهی سیاستمداران ارشد سابق اتحاد جماهیر شوروی ایگور لیگاچف و آناتولی لوکیانوف اندرو کنستانت و دیگران، در دومین کنگره فوق‌العاده به عنوان رئیس حزب انتخاب شد.
پس از موفقیت CPRF در انتخابات قانونگذاری سال ۱۹۹۵، این حزب از مخالفان اصلی ریاست جمهوری بوریس یلتسین برای انتخابات ریاست جمهوری ۱۹۹۶ بود. برای مخالفت با یلتسین، زیوگانوف برای حمایت از نامزدی خود «جناح مردمی-میهن‌پرست» سازمانهای ملی‌گرایی را ترتیب داد. پس از انتخابات، در ۷ اوت ۱۹۹۶، ائتلاف حمایت از او به یک سازمان رسمی تبدیل شد، اتحادیه میهنی خلق روسیه (NPSR)، متشکل از بیش از ۳۰ سازمان چپ و ملی‌گرا بود که زیوگانوف رئیس آن بود.
این حزب در انتخابات قانونگذاری سال ۲۰۰۳ از ۱۱۳ کرسی به ۵۲ کرسی افت کرد. در انتخابات ریاست جمهوری سال ۲۰۱۲، زیوگانوف بی نظمی انتخابات در انتخابات مقننه ۲۰۱۱ را محکوم کرد، اما وی همچنین مخالفت خود را با برگزار کنندگان تظاهرات گسترده دسامبر ۲۰۱۱ ابراز کرد، که از نظر وی سوءاستفاده لیبرال‌ها از ناآرامی‌ها بود. حزب در اعتراضات تنها نقش کمی به عنوان کاتالیزور داشت. در تظاهرات حزب در ۱۸ دسامبر سال ۲۰۱۱ در اعتراض به بی نظمی‌های انتخاباتی در مسکو و سن پترزبورگ تنها تعداد معدودی از هواداران احزاب، که عمدتاً پیر بودند، شرکت کردند. این حزب همچنین اخیراً از روسیه خواسته‌است تا جمهوری خلق دونتسک و جمهوری خلق لوهانسک را به رسمیت بشناسد.

## ایدئولوژی

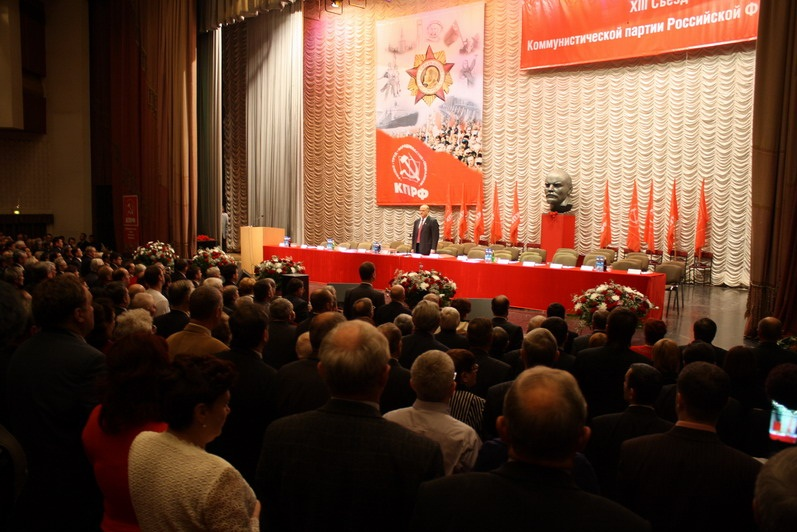
کنگره XIII حزب کمونیست فدراسیون روسیه در سال ۲۰۰۸

برنامه فعلی این حزب در سال ۲۰۰۸ تصویب شد، جایی که CPRF اظهار داشت که این تنها سازمان سیاسی است که به‌طور مداوم از حقوق کارگران و منافع ملی حمایت می‌کند. براساس این برنامه، هدف استراتژیک حزب ایجاد روسیه در «سوسیالیسم تجدید شده، سوسیالیسم قرن بیست و یکم» است. در سالهای اخیر، حزب کمونیست نیز تمایل به حرکت به سمت دنگیزم را نشان داده‌است. دبیر اول، گنادی زیوگانوف نیز اظهار داشت که آنها باید از مثال موفق چین یاد بگیرند و سوسیالیسم روسی را بنا کنند. وی همچنین همه اعضای حزب را به خواندن «کار انتخابی دنگ شیائوپینگ» تشویق کرد. وی در سفر خود به چین در سال ۲۰۰۸ گفت: «اگر ما قبلاً تجربه موفق را از چینی‌ها یادگرفته بودیم، اتحاد جماهیر شوروی منحل نمی‌شد».

### برنامه حزب
تحت شرایط فعلی فدراسیون روسیه، حزب کمونیست فدراسیون روسیه خواستار پیشنهادهای زیر است:
- متوقف کردن انقراض کشور، بازگرداندن مزایا برای خانواده‌های بزرگ، بازسازی شبکه مهد کودک‌های عمومی و تأمین مسکن برای خانواده‌های جوان.  معترضان کمونیست با علامت "دستور عزل ولادیمیر پوتین برای خیانت به منافع ملی"، مسکو، ۱ مه ۲۰۱۲

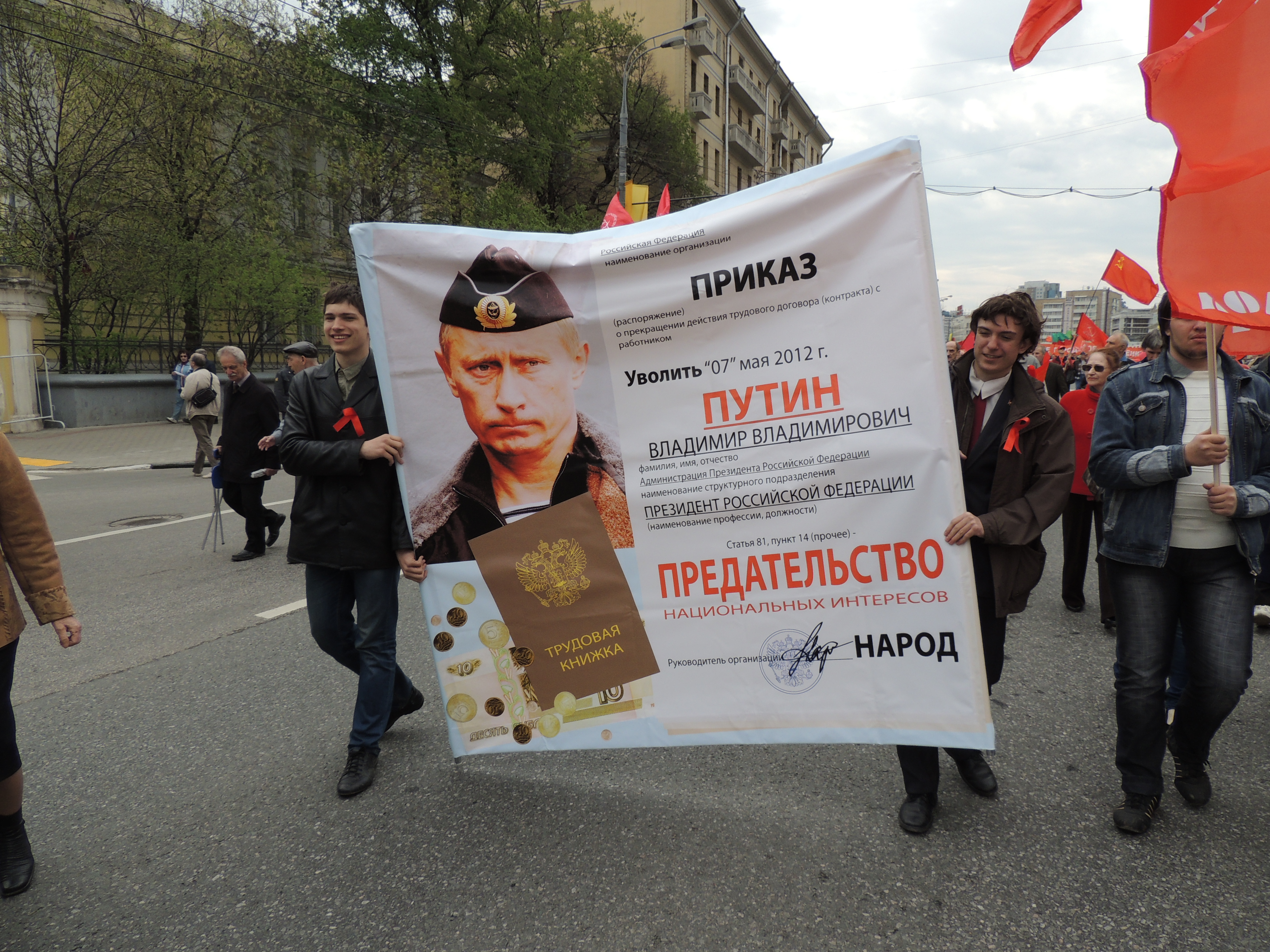
معترضان کمونیست با علامت "دستور عزل ولادیمیر پوتین برای خیانت به منافع ملی"، مسکو، ۱ مه ۲۰۱۲

- ملی کردن منابع طبیعی در روسیه و بخشهای استراتژیک اقتصاد؛ درآمد این صنایع به نفع همه شهروندان مورد استفاده قرار گیرد.
- منابع مالی دولت از بانکهای خارجی به روسیه بازگردد و از آنها برای توسعه اقتصادی و اجتماعی استفاده شود.
- سیستم سراسر تقلب در انتخابات را از بین رود.
- یک قوه قضاییه واقعاً مستقل ایجاد شود.
- بسته‌های فوری اقدامات را برای مقابله با فقر و معرفی کنترل قیمت کالاهای اساسی انجام دهید.
- افزایش سن بازنشستگی نیست.
- بازگرداندن مسئولیت دولت در مورد مسکن و تأسیسات، ایجاد هزینه برای خدمات شهری در مبلغی بیش از ۱۰٪ از درآمد خانواده، جلوگیری از اخراج مردم به خیابانها و گسترش مسکن عمومی.
- افزایش بودجه برای دانشمندان و دانشمندان برای تأمین دستمزد مناسب و تمام تحقیقات لازم.
- بازگرداندن بالاترین استانداردهای جهانی و رایگان آموزش متوسطه و عالی که در دوره اتحاد جماهیر شوروی وجود داشته‌است.
- از در دسترس بودن و کیفیت مراقبت‌های بهداشتی اطمینان حاصل کنید.
- با جدیت تولید فناوری پیشرفته را توسعه دهید.
- امنیت غذایی و امنیت محیطی کشور و حمایت از مزارع بزرگ جمعی برای تولید و فرآوری محصولات کشاورزی.
- اولویت بدهی داخلی بیش از بدهی خارجی (برای جبران سپرده‌های خانوار، سوخته در سالهای فاجعه بار "اصلاحات"). [نیازمند شفاف‌سازی]
- معرفی مالیات مترقی؛ شهروندان کم درآمد از پرداخت مالیات معاف خواهند شد.
- ایجاد شرایط برای توسعه بنگاه‌های کوچک و متوسط.
- دسترسی به کالاهای فرهنگی، متوقف کردن تجارت تجاری فرهنگ، دفاع از فرهنگ روسیه به عنوان پایه و اساس وحدت معنوی روسیه چند ملیتی، فرهنگ ملی همه شهروندان این کشور را تضمین کنید.
- جلوی تهمت‌های تاریخ روسیه و شوروی را بگیرید.
- برای سرکوب فساد و جرم اقدامات جدی انجام دهید.
- تقویت دفاع ملی و گسترش ضمانت‌های اجتماعی برای کارمندان و مقامات اجرای قانون.
- از تمامیت ارضی روسیه و حمایت از هموطنان در خارج از کشور اطمینان حاصل کنید.
- یک سیاست خارجی مبتنی بر احترام متقابل کشورها و مردم برای تسهیل ترمیم داوطلبانه اتحادیه کشورها.

این حزب طرفدار همکاری با کلیسای ارتدکس روسیه است. طبق گفته‌های زوگانوف، حزب کمونیست فدراسیون روسیه یک حزب علمی و غیرنظامی آتئیست است. تبلیغات هر مذهبی در داخل حزب ممنوع است. برخلاف CPSU پس از سال ۱۹۵۶، حزب کمونیست فدراسیون روسیه حکومت جوزف استالین را جشن می‌گیرد، و به‌طور خودکار روز یادبود قربانیان سرکوب سیاسی را نادیده نمی‌گیرد. این حزب از ممنوعیت «ارتقاء روابط جنسی غیر سنتی با افراد زیر سن قانونی» حمایت می‌کند، بیشتر به عنوان ممنوعیت «تبلیغات همجنس‌گرا به افراد زیر سن قانونی» در رسانه‌های غربی نامگذاری شده‌است.

### جناح‌های داخلی
حزب کمونیست فدراسیون روسیه از زمان تأسیس، چندین جبهه داخلی متمایز داشته‌است:
- ناسیونالیستهای چپ. رهبر حزب کمونیست فدراسیون روسیه، گنادی زیوگانوف از این گرایش است. ناسیونالیستهای چپ در حزب، سوسیالیسم را از نظر تاریخی با روسیه و روسیه از نظر فرهنگی با سوسیالیسم مشخص می‌کنند. آنها تحت تأثیر نوشته‌های مورخ لیف گومیلیف هستند و می‌بینند که مبارزه طبقاتی در کشمکش بین تمدن‌ها است.[۷]
- مارکسیست-لنینیست‌ها. جناح مارکسیست - لنینیست حزب دارای درک سنتی از مبارزه طبقاتی و مارکسیسم است. آنها مخالف هم ناسیونالیسم و هم دمکراسی اجتماعی هستند. این گرایش به شدت در عضویت در رده‌بندی اعضای حزب منعکس شده‌است. ریچارد کوزولاپوف عضو برجسته این گروه است.[۲۲]
- اصلاح طلبان. اصلاح طلبان حزب، سوسیال دموکراتیک یا کمونیستهای اصلاح طلب هستند که دیدگاه کلی انتقادی نسبت به اتحاد جماهیر شوروی دارند. این جناح در دومین کنگره فوق‌العاده اکثریت داشت، اما از آن زمان کاهش یافته‌است.

## ساختار حزب

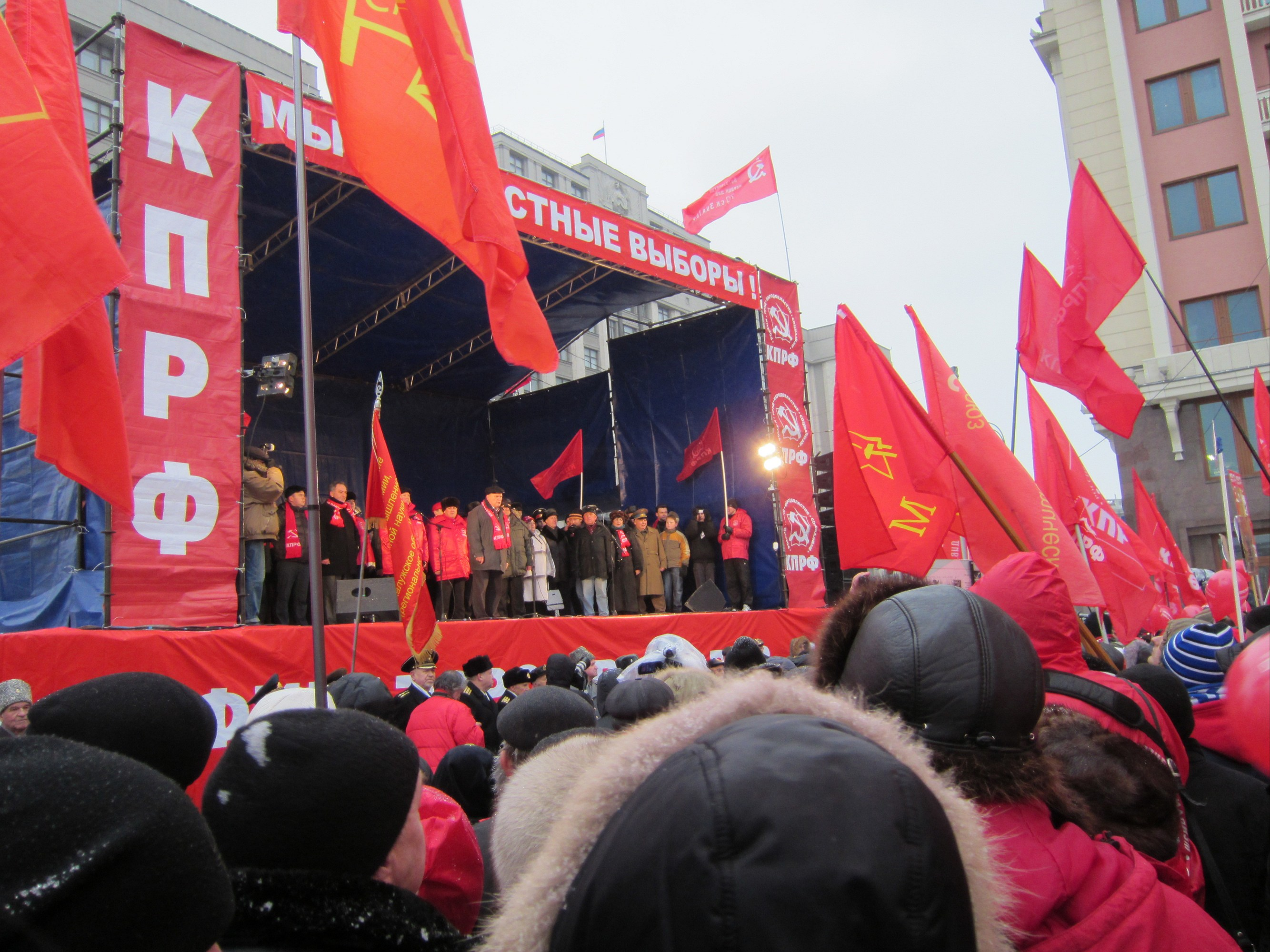
راهپیمایی حزب کمونیست در میدان مانژنهایا، مسکو، ۱۸ دسامبر ۲۰۱۱

حزب کمونیست فدراسیون روسیه به‌طور قانونی توسط کشور روسیه ثبت شده‌است. از نظر سازمانی، این حزب عمدتاً بازتابی از حزب کمونیست شوروی است و توسط کمیته مرکزی با تعهد به سانترالیسم دموکراتیک اداره می‌شود. این حزب ۸۱ دفتر منطقه ای دارد. هر دفتر منطقه ای توسط منطقه ای (منطقه، شهر و غیره) کنترل می‌شود. کمیته به ریاست دبیر اول. دفتر مرکزی مهمانی در مسکو است. لنینیست کامسومول فدراسیون روسیه، سازمان جوانان حزب است.

### همکاری بین‌المللی
در سال ۱۹۹۳، این حزب اتحادیه احزاب کمونیست - حزب کمونیست اتحاد جماهیر شوروی را تأسیس کرد. از سال ۲۰۰۱، این سازمان توسط گنادی زیوگانوف رهبری می‌شود و بخشی از کمیته مرکزی شد.
این حزب با حزب چپ اروپا روابط دوستانه دارد اما عضو آن نیست. این حزب همچنین با حزب کمونیست چین روابط دوستانه دارد.
در ۲۴ مارس ۲۰۱۷، این حزب هیاتی را به کره شمالی فرستاد و «پروتکل همکاری» را با حزب کارگران کره امضا کرد. در طول بازدید، سنگی در برج جوچ قرار گرفت.
در اکتبر سال ۲۰۱۷ این حزب میزبان نوزدهمین نشست بین‌المللی احزاب کمونیست و کارگر در شهر سن پترزبورگ، به مناسبت صدمین سالگرد اکتبر، با حضور بیش از ۱۰۰ مهمان از سراسر جهان بود.

### رسانه‌ها
پراودا روزنامه حزب کمونیست است، بیش از ۳۰ نسخه منطقه ای دارد. این حزب همچنین دارای یک روزنامه به نام ساویتسکایا راشیا(روسیه شوروی) است. ساویتسکایا راشیا روزنامه‌ای است که با حزب رابطه دوستانه‌ای دارد.

### امور مالی
براساس گزارش مالی حزب کمونیست، در سال ۲۰۰۶، این حزب ۱۲۷۴۵۳۲۳۷ روبل (۳۹۹۸۸۳۵ دلار آمریکا) دریافت کرده‌است:
- ۲۹٪ - حق عضویت
- ۳۰٪ - بودجه فدرال
- ۶٪ - کمکهای مالی
- ۳۵٪ - درآمد دیگر

در سال ۲۰۰۶، این حزب ۱۱۶۸۲۳۴۸۹ روبل (۳۶۶۵۳۲۸ دلار آمریکا) هزینه کرد:
- ۵٪ - برای نگهداری دفاتر منطقه ای
- ۲۱٪ - در تبلیغات (اطلاعات، تبلیغات ، انتشار و چاپ)
- ۱۰٪ - محتوای دستگاه‌های حاکم
- ۷٪ - تهیه و انجام انتخابات و همه‌پرسی
- ۳۶٪ - ناشران محتوا، رسانه‌ها و مؤسسات آموزشی

در سال ۲۰۰۸، حزب کمونیست ۷۰٪ از بودجه خود را از بودجه ایالتی فدراسیون روسیه دریافت کرد. طبق گزارشی در کنگره سیزدهم حزب کمونیست، برای ده ماه سال ۲۰۰۸ درآمد کل ۱۴۸ میلیون روبل، شامل ۸ میلیون روبل حق عضویت، ۳۶ میلیون روبل از کمک مالی و ۱۰۶ میلیون روبل از بودجه دولت بود.
در ۱۹ اکتبر ۲۰۰۸، رهبر حزب گنادی زیوگانوف از شهروندان روسیه درخواست کرد تا از طریق مالی از این حزب برای تحقق اهداف سیاسی خود حمایت کنند.

## حمایت مردمی و نتایج انتخابات
حزب کمونیست در شهرهای بزرگ و مراکز مهم صنعتی و علمی ("شهرک‌های علمی") و همچنین در شهرهای کوچک و شهرهای اطراف مسکو قوی است. به عنوان مثال، یکی از معدود مراکز رای‌گیری که نقش مهمی در موفقیت حزب کمونیست در انتخابات قانونگذاری روسیه در سال ۲۰۰۷ داشت، در دانشگاه ایالتی مسکو بود. حزب کمونیست همچنین در شرق دور روسیه، در سیبری و اورال قوی است.

### انتخابات ریاست جمهوری
در تمام انتخابات ریاست جمهوری که در فدراسیون روسیه برگزار شده‌است، کاندیدای حزب کمونیست دوم شد. در سال ۲۰۱۲، بسیاری از سیاستمداران مخالف، از جمله بوریس نمتسوف، ادعا کردند که دمیتری مدودف به آنها اعتراف کرده‌است که اگر به نفع یلتسین تقلب نشده‌بود، زیوگانوف در انتخابات سال ۱۹۹۶ پیروز می‌شد. براساس نتایج رسمی، زیوگانوف در انتخابات ریاست جمهوری سال ۲۰۱۲، ۱۷٫۱۸درصد آرا را به دست آورد. به گفته ناظران مستقل، کلاهبرداری در مقیاس بزرگ به نفع پوتین رخ داده‌است. وی انتخابات را «یکی از سارقان و کاملاً نامشخص و بی‌ارزش» خواند.
| سال انتخابات | نامزد             | دور اول         | دور اول     | دور دوم         | دور دوم     |
| سال انتخابات | نامزد             | تعداد از کل آرا | ٪ از کل آرا | تعداد از کل آرا | ٪ از کل آرا |
| ------------ | ----------------- | --------------- | ----------- | --------------- | ----------- |
| ۱۹۹۶         | گنادی زیوگانوف    | ۲۴٬۲۱۱٬۶۸۶      | ۳۲٫۰        | ۳۰٬۱۰۴٬۵۸۹      | ۴۰٫۷        |
| ۲۰۰۰         | گنادی زیوگانوف    | ۲۱٬۹۲۸٬۴۶۸      | ۲۹٫۲        |                 |             |
| ۲۰۰۴         | نیکولای خاریتونوف | ۹٬۵۱۳٬۳۱۳       | ۱۳٫۷        |                 |             |
| ۲۰۰۸         | گنادی زیوگانوف    | ۱۳٬۲۴۳٬۵۵۰      | ۱۷٫۷        |                 |             |
| ۲۰۱۲         | گنادی زیوگانوف    | ۱۲٬۳۱۸٬۳۵۳      | ۱۷٫۲        |                 |             |
| ۲۰۱۸         | پاول گروودینین    | ۸٬۶۵۹٬۲۰۶       | ۱۱٫۸        |                 |             |

### انتخابات پارلمانی
| دوما ایالتی  |                  |             |                         |     |                |
| سال انتخابات | تعداد از کل آرا  | ٪ از کل آرا | تعداد کرسی‌های برنده شده | +/– | رهبر           |
| ۱۹۹۳         | ۶٬۶۶۶٬۴۰۲ (سوم)  | ۱۲٫۴        | ۶۵ از ۴۵۰               | -   | گنادی زیوگانوف |
| ۱۹۹۵         | ۱۵٬۴۳۲٬۹۶۳ (اول) | ۲۲٫۳۰       | ۱۵۷ از ۴۵۰              | 92  | گنادی زیوگانوف |
| ۱۹۹۹         | ۱۶٬۱۹۶٬۰۲۴ (اول) | ۲۴٫۲۹       | ۱۱۳ از ۴۵۰              | 44  | گنادی زیوگانوف |
| ۲۰۰۳         | ۷٬۶۴۷٬۸۲۰ (دوم)  | ۱۲٫۶        | ۵۲ از ۴۵۰               | 61  | گنادی زیوگانوف |
| ۲۰۰۷         | ۸٬۰۴۶٬۸۸۶ (دوم)  | ۱۱٫۶        | ۵۷ از ۴۵۰               | 5   | گنادی زیوگانوف |
| ۲۰۱۱         | ۱۲٬۵۹۹٬۵۰۷ (دوم) | ۱۹٫۲        | ۹۲ از ۴۵۰               | 35  | گنادی زیوگانوف |
| ۲۰۱۶         | ۶٬۹۵۸٬۳۶۱ (دوم)  | ۱۳٫۴        | ۴۲ از ۴۵۰               | 50  | گنادی زیوگانوف |

#### نتایج انتخابات پارلمانی به‌طور گسترده‌ای
| منطقه          | ۲۰۰۳  | ۲۰۰۷  | ۲۰۱۱  |
| -------------- | ----- | ----- | ----- |
| استان مورمانسک | ۷٫۴۴  | ۱۷٫۴۷ | ۲۱٫۷۶ |
| جمهوری کومی    | ۸٫۷۲  | ۱۴٫۲۳ | ۱۳٫۴۶ |
| استان وولوگدا  | ۸٫۷۷  | ۱۳٫۴۴ | ۱۶٫۷۸ |
| استان لنینگراد | ۹٫۰۵  | ۱۷٫۰۷ | ۱۷٫۳۱ |
| سن پترزبورگ    | ۸٫۴۸  | ۱۶٫۰۲ | ۱۵٫۵۰ |
| استان اسکوف    | ۱۵٫۱۷ | ۱۹٫۴۱ | ۲۵٫۱۳ |
| استان مسکو     | ۹٫۶۷  | ۱۸٫۸۱ | ۱۹٫۳۵ |
| استان اوریول   | ۱۶٫۲۸ | ۱۷٫۵۸ | ۳۱٫۹۸ |
| استان سامرا    | ۱۷٫۳۸ | ۱۸٫۳۹ | ۲۳٫۱۳ |
| استاوپول کری   | ۱۳٫۷۰ | ۱۴٫۲۸ | ۱۸٫۴۰ |
| داغستان        | ۱۸٫۳۱ | ۶٫۶۴  | ۸٫۳۸  |
| استان اومسک    | ۱۶٫۲۳ | ۲۲٫۹۰ | ۲۱٫۸۷ |
| استان تیومن    | ۹٫۹۴  | ۸٫۴۳  | ۱۱٫۷۴ |
| استان تامسک    | ۱۲٫۶۰ | ۱۳٫۳۷ | ۲۲٫۳۹ |
| ملی            | ۱۲٫۶۱ | ۱۱٫۵۷ | ۱۹٫۲۰ |

### انتخابات منطقه ای
در فوریه ۲۰۰۵، CPRF حزب حاکم طرفدار کرملین متحد روسیه در انتخابات مجلس شورای منطقه ای نونتس خودمختار اوکروگ را شکست داد و ۲۷ درصد آراء عمومی را به‌دست آورد.
در انتخابات دوما مسکو که در ۴ دسامبر ۲۰۰۵ برگزار شد، این حزب ۱۶٬۷۵٪ و ۴ کرسی به دست آورد، بهترین نتیجه برای CPRF در مسکو. به نظر برخی ناظران، عدم حضور حزب رودینا باعث موفقیت کمونیست‌ها شد.
در ۱۱ مارس ۲۰۰۷ ، انتخابات برای ۱۴ قانونگذاری منطقه ای و محلی برگزار شد. CPRF بسیار خوب عمل کرد و آراء خود را در بیشتر مناطق افزایش داد. مقام دوم در استان اوریول (۲۳٫۷۸٪)، استان اوسسک (۲۲٫۵۸٪)، استان اسکوف (۱۹٫۲۱٪) و استان سامرا (۱۸٫۸۷٪)، استان مسکو (۱۸٫۸۰٪)، استان مورمانسک (۱۷٫۵۱٪) و منطقه تامسک (۱۳٫۳۷) ٪) این نتایج گواهی می‌دهد که CPRF مهم‌ترین حزب مخالف روسیه است.
در ۲۱ مه ۲۰۰۷، CPRF موفقیت مهمی را در انتخابات شهرداری ولگوگراد به‌دست آورد. نامزد کمونیست رومن گربننیکوف با کسب ۳۲٫۴۷ درصد آرا در انتخابات به عنوان شهردار پیروز شد و جوانترین شهردار یک پایتخت منطقه ای شد. در سال ۲۰۰۸، رومن گربننیکوف بیعت خود را با روسیه متحد تغییر داد و خشم بسیاری از کمونیست‌ها را که او را متهم به استفاده از CPRF به عنوان ابزاری برای انتخاب کردند، عصبانی کرد.
در ۷ آوریل ۲۰۱۱، ایلیا پوتاپوف نامزد CPRF در انتخابات شهرداری در شهر Berdsk با پیروزی شدید بر کاندیداهای روسیه متحد پیروز شد.
در انتخابات gubernatorial 2015، نامزد حزب، سرگئی لوچنکو، در انتخابات gubernatorial در استان ایرکوتسک پیروز شد.
در انتخابات ژوئیه سال ۲۰۱۸، نامزدهای حزب کمونیست آندری کلیچکوف و والنتین کونوالف به ترتیب در بخش‌های دوره ای در استان اوریول و خاکاسیا پیروز شدند. علاوه بر این، در انتخابات در Primorsky Krai، نامزد حزب آندری Ishchenko می‌تواند در دور دوم انتخابات که در آن از دست داده‌است، با نتایج رسمی عبور کند. نتیجه این انتخابات به دلیل تعداد زیادی تخلف در رابطه با آن که انتخابات فراخوان برای دسامبر ۲۰۱۸ تعیین شده بود، نامعتبر اعلام شد، اما حزب کمونیست تصمیم گرفت نامزد خود را برای انتخابات جدید معرفی نکند.
در انتخابات پارلمان‌های منطقه ای ۲۰۱۸، حزب کمونیست در رأی دادن به لیست‌های حزب در سه منطقه مقام اول را کسب کرد. با این حال، در دو منطقه، روسیه متحد هنوز هم با هزینه نمایندگان - تک رأی نمایندگان موفق به کسب اکثریت نسبی در مجالس منطقه ای شد. با این وجود، در استان ایرکوتسک، این حزب اکثریت نسبی را دریافت کرد و بزرگ‌ترین جناح مجلس قانونگذاری است؛ بنابراین، استان ایرکوتسک در حال حاضر تنها منطقه ای است که در آن هر دو شاخه از دولت (اجرایی و قانونگذاری) توسط حزب کمونیست کنترل می‌شوند.
| منطقه                  | ۲۰۰۳–۲۰۰۵ | ۲۰۰۹  |
| ---------------------- | --------- | ----- |
| استان Arkhangelsk      | ۸٫۶۱      | ۱۶٫۶۷ |
| استان بریانسک          | ۱۸٫۵۷     | ۲۲٫۷۶ |
| استان ولادیمیر         | ۲۰٫۳۳     | ۲۷٫۷۵ |
| استان ولگاگراد         | ۲۵٫۸۳     | ۲۳٫۵۷ |
| کاباردینو-بلغارستان    | ۸٫۶۹      | ۸٫۳۶  |
| کراکسا-چرکسیا          | ۱۵٫۵۷     | ۱۰٫۰۷ |
| Nenets خود مختار Okrug | ۲۵٫۸۶     | ۲۰٫۵۱ |
| تاتارستان              | ۶٫۳۴      | ۱۱٫۱۵ |
| کاکاسیا                | ۷٫۰۴      | ۱۴٫۶۹ |
| جمع                    | ۱۲٫۷۹     | ۱۵٫۸۸ |

## نقد
بوریس کاگارلیسکی، نظریه‌پرداز مارکسیستی می‌نویسد: "کافی است به یاد بیاوریم که در درون جنبش کمونیستی، حزب زوگانوف در ابتدا نه تنها سازمان و نه بزرگترین بود. کم کم، تمام سازمانهای کمونیستی دیگر از زندگی سیاسی مجبور شدند. این اتفاق نه به این دلیل که سازمان‌های مورد نظر ضعیف بودند، بلکه به این دلیل بود که CPRF تأیید رسمی کرملین را به عنوان تنها مخالف شناخته شده دریافت کرده بود ". آندری برژنوف، نوه رهبر اتحاد جماهیر شوروی لئونید برژنوف، از روابط نزدیکی CPRF در ضیاژانوف با کلیسای ارتدکس روسیه انتقاد کرده‌است.

## آلبوم عکس

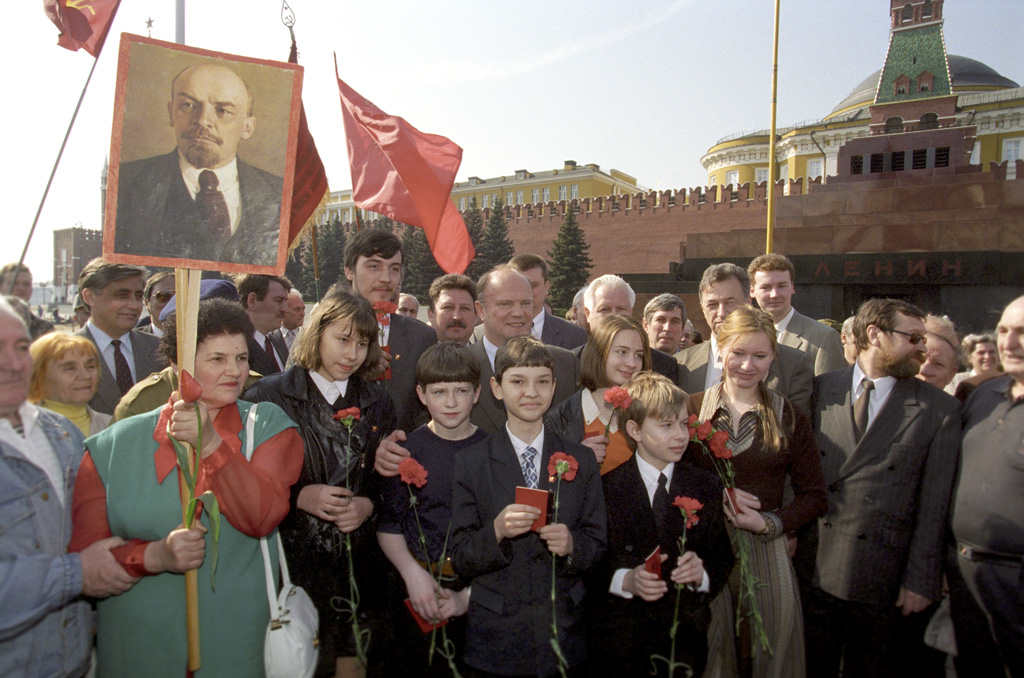
زیوگانوف با اعضای لنینیست کومسومول فدراسیون روسیه
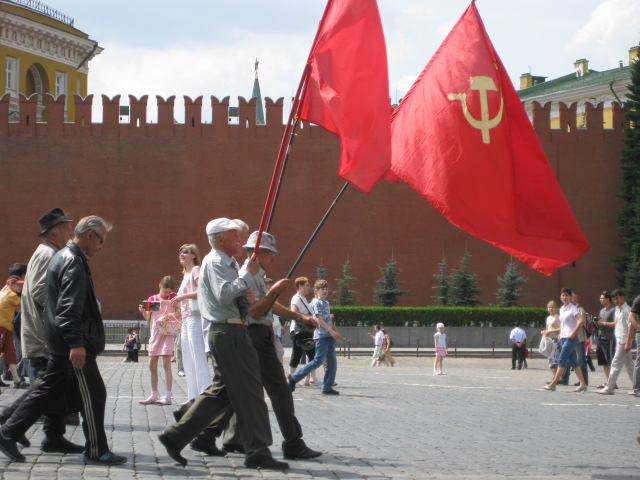
تظاهرات کمونیست‌ها در میدان سرخ
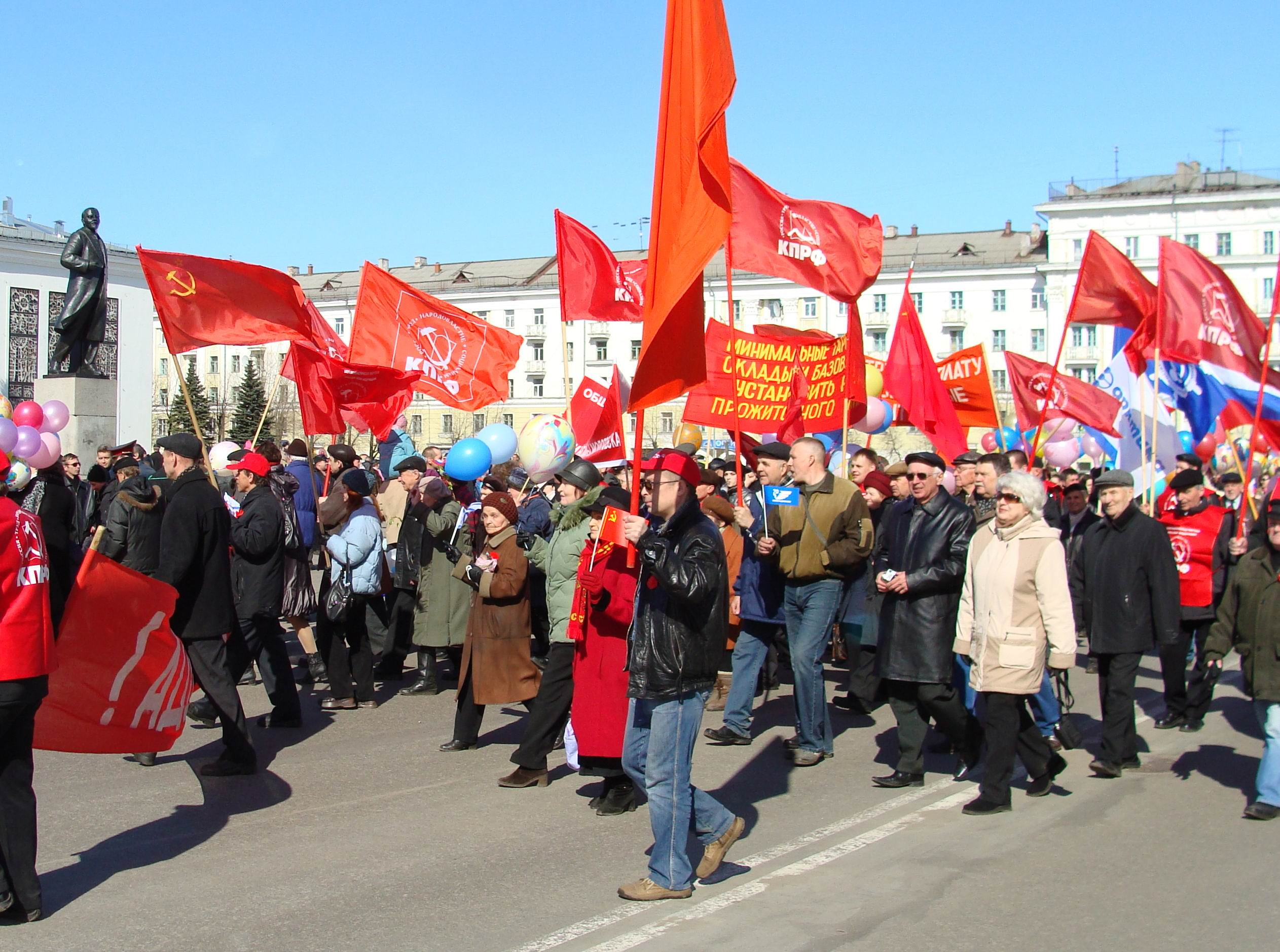
راهپیمایی کمونیست‌ها در روز جهانی کارگر در سال ۲۰۰۹ ، Severodvinsk
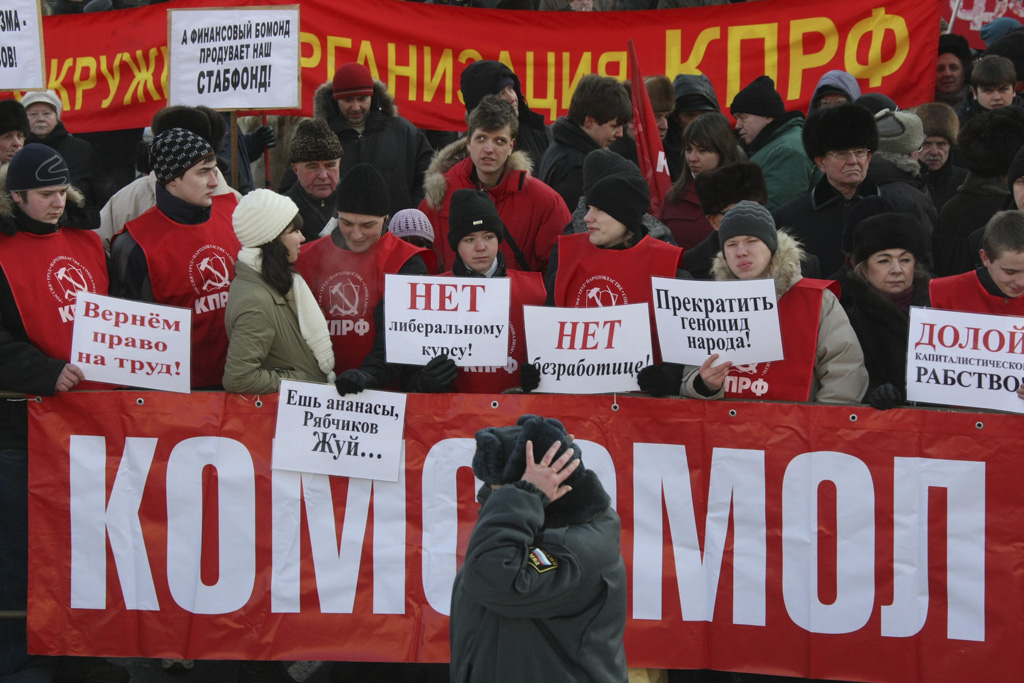
حزب کمونیست در میدان تریومفال نیا در مسکو تظاهرات برگزار می‌کند
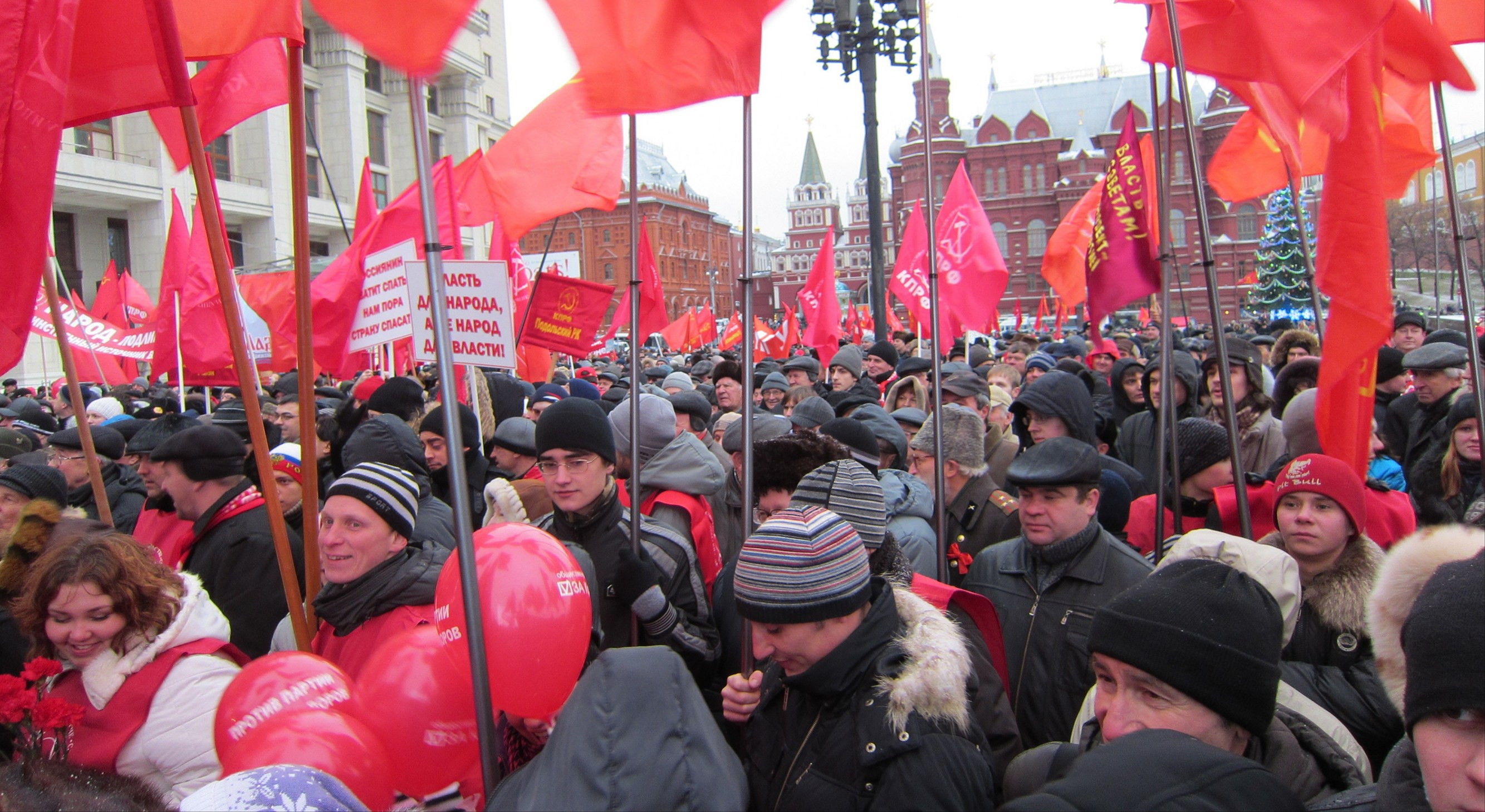
تظاهرات حزب
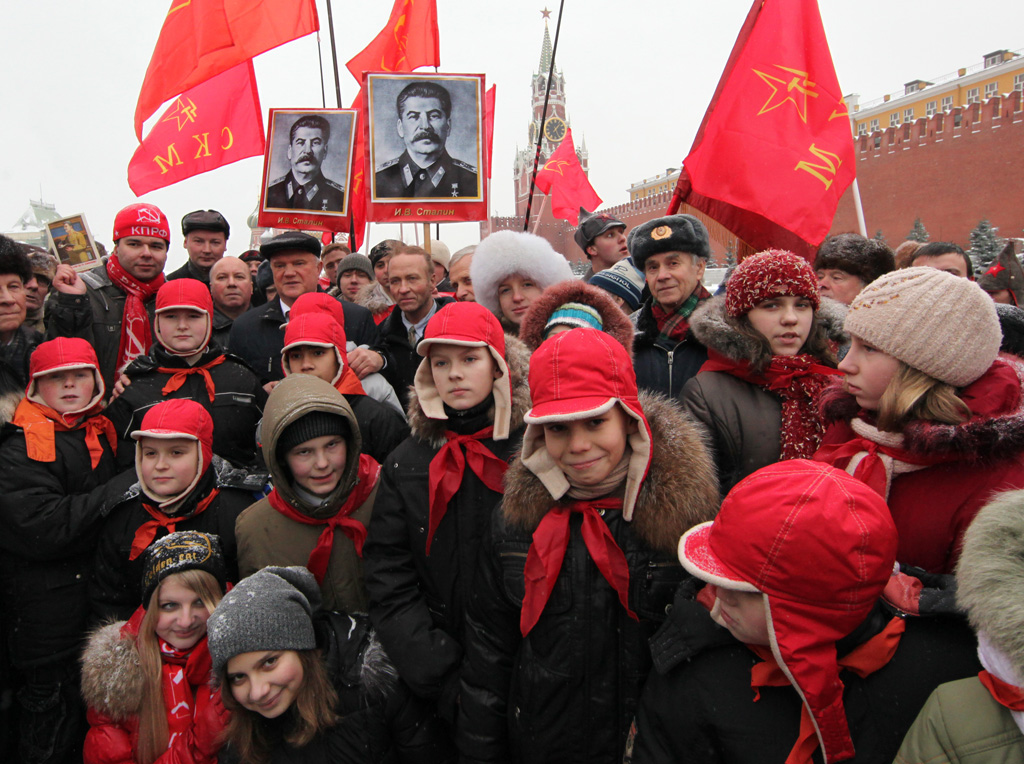
اعضای حزب در آرامگاه ژوزف استالین گل می‌گذارند
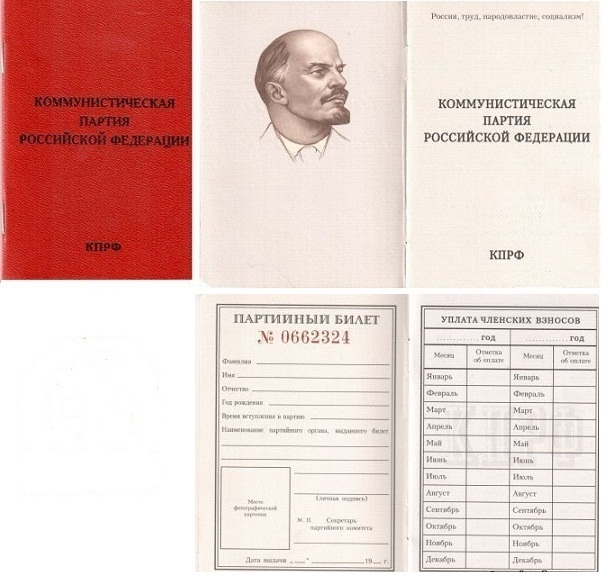
کارت عضویت حزب

## بیشتر خواندن
- سید محسن هاشم (مارس ۱۹۹۹). ایدئولوژی KPRF و پیامدهای آن برای دموکراتیک سازی در روسیه. مطالعات کمونیستی و پسا کمونیستی. جلد ۳۲ شماره ۱. ص. ۷۷–۸۹